# باتريك غالاغير (مصمم)
باتريك غالاغير (بالإنجليزية: Patrick Gallagher)‏ هو مصمم أمريكي، ولد في 30 يناير 1956.